# Agelasta cristata
Agelasta cristata är en skalbaggsart som beskrevs av Stefan von Breuning 1938. Agelasta cristata ingår i släktet Agelasta och familjen långhorningar.
Artens utbredningsområde är Burma. Inga underarter finns listade i Catalogue of Life.